# Гайтаниновци
Гайтаниновци са жителите на село Гайтаниново, България. Това е списък на най-известните от тях.

## Родени в Гайтаниново
А — Б — В — Г — Д –
Е — Ж — З — И — Й –
К — Л — М — Н — О –
П — Р — С — Т — У –
Ф — Х — Ц — Ч — Ш –
Щ — Ю — Я

### А
- Андон Жостов (1842 – 1903), български просветен и духовен деец
- Атанас Божилов (1880 – 1938), деец на БКП

### В
- Васил Иванов, завършил естествени науки в Одеса в 1888 г.[1]
- Васил Хаджипетров (1871 – 1933), български революционер и просветен деец
- Владимир Мавродиев (1890 – 1977), български съдия
- Вълко Стоянов (около 1840 – ?), български революционер, опълченец
- Вълчо Сарафов (1877 – 1901), български революционер, деец на ВМОК
- Вълчо Япата, български хайдутин

### Г
- Георги Капзималя, кмет на Гайтаниново във втората половина на XIX век[2]
- Георги Стойков (1860 - 1935), български юрист
- Григор Колчаков, български учител в Гумендже около 1870 година[3]

### Д
- Димитър Жостов (1868 – 1935), български военен деец, генерал
- Димитър Имандиев, български революционер, четник при Филип Цветанов
- Димитър Мавродиев (1853 – 1935), български просветен деец и революционер

### И
- Иван Божилов, доброволец в четата на Иван Атанасов – Инджето през Сръбско-българската война в 1885 година[4]
- Иван Мишев (р. 1954), български поет
- Иван Стойков (1866 – 1925), български военен деец, генерал
- Илия Гадромов (1863 – 1933), български просветен деец

### К
- Константин Жостов (1867 – 1916), български военен деец, генерал
- Коста Сарафов (1836 – 1911), български общественик
- Костадин Кюлюмов (1925 – 1998), български писател и сценарист
- Кочо Мавродиев (1860 – 1913), български просветен деец
- Крум Прокопов (1870 – 1950), просветен и революционен деец

### М
- Мито Кюлюмов, български революционер, четник при Филип Цветанов

### Н
- Никола Падарев (1842 – ?), български просветен деец
- Никола Падарев (1875 – 1949), български юрист и политик
- Никола Петров Аврамов (1907 – ?), български просветен деец
- Никола Спасов, доброволец в четата на Иван Атанасов – Инджето през Сръбско-българската война в 1885 година[5]

### П
- Петко Каратодоров, български революционер, четник при Филип Цветанов
- Петър Гювделиев, български революционер, четник при Филип Цветанов
- Петър Мавродиев (Чернев) (около 1865 – ?), български лекар и учител
- Петър Сарафов (1842 – 1915), български учител

### С
- Спас Жостов (1881 – 1925), български военен деец
- Спас Прокопов (1842 – 1917), просветен и църковен деец
- Стефан Михайлов (1867 – 1925), български военен деец
- Стойчо Китанов (1926 – 1991), български военен, полковник, погребан с почести след пенсиониране като заместник-началник на ВНВУ „Васил Левски“ – Велико Търново

### Ф
- Филип Цветанов (Филип войвода, около 1845 – 1895), български революционер, опълченец

## Починали в Гайтаниново
- Вълчо Сарафов (1877 – 1901), български революционер, деец на ВМОК
- Илия Гадромов (1863 – 1933), български просветен деец

## Свързани с Гайтаниново
- Благой Мавров (1897 – 1967), български педагог, лексикограф, художник, по произход от Гайтаниново
- Борис Сарафов (1872 – 1907), български революционер, деец на ВМОК и ВМОРО, по произход от Гайтаниново